# Luis González Seara
Luis González Seara (La Merca, Orense, 7 de junio de 1936-Madrid, 23 de abril de 2016) fue un sociólogo y político español.

## Biografía
Fue uno de los fundadores, en 1976, junto con Francisco Fernández Ordóñez, de la Agrupación Socialdemócrata y del Partido Social Demócrata, integrado en la Unión de Centro Democrático (UCD) en 1977. Fue también presidente y uno de los fundadores de Cambio 16 y Diario 16. Senador de la UCD por Pontevedra en la legislatura constituyente (1977-1979), diputado en el Congreso de los Diputados (1979-1982) también por la UCD aunque el 4 de febrero de 1982 pasó al grupo mixto, cuando Francisco Fernández Ordóñez abandonó la UCD, participando en la fundación del Partido de Acción Democrática. Sin embargo, al integrarse este en el PSOE, Seara abandonó la política.
En julio de 1977, fue nombrado secretario de Estado de Universidades e Investigación y con posterioridad fue ministro de Universidades e Investigación (5 de abril de 1979-26 de febrero de 1981).
Posteriormente se convirtió en catedrático de sociología en la Universidad Complutense de Madrid, de cuya Facultad de Ciencias Políticas y Sociología fue decano entre 1971 y 1975. Desde 2004 fue aceptado como miembro en la Academia Europea de Ciencias y Artes. El 15 de noviembre de 2006 fue elegido académico de número de la Real Academia de Ciencias Morales y Políticas, ingresando como académico el 29 de abril de 2008.
Falleció en Madrid el 23 de abril de 2016.

## Obras
- Opinión Pública y Comunicación de Masas (1968).
- La Sociología, aventura dialéctica (1971).
- La Década del Cambio (1987).
- El Poder y la Palabra (1995), Premio Nacional de Ensayo en 1996.
- El laberinto de la Fortuna (1998).